# Międzynarodowa Federacja Informacji i Dokumentacji
Międzynarodowa Federacja Informacji i Dokumentacji (FID, fr. Fédération Internationale d’Information et de Documentation) – organizacja z siedzibą w Hadze, popierająca rozwój działalności dokumentacyjnej i informacyjnej poprzez współpracę międzynarodową. Popierała badania w tych dziedzinach, organizowała wymianę informacji oraz kształcenie pracowników informacji naukowej i dokumentacji, wydawała publikacje. Zajmowała się klasyfikacją materiałów dokumentacyjnych, posiadała prawa autorskie do Uniwersalnej Klasyfikacji Dziesiętnej (UKD), i była upoważnione do wprowadzania zmian i uzupełnień klasyfikacji.
Utworzona została w 1895 roku przez Paula Otleta i Henri La Fontaine’a jako International Institute of Bibliography. Od 1931 roku istniała pod nazwą International Institute for Documentation, od 1937 roku jako International Federation for Documentation, natomiast od 1988 roku działała pod nazwą International Federation for Information and Documentation.
W 2002 roku organizacja została rozwiązana.